# 乔治·卡里·康斯托克
乔治·卡里·康斯托克（英語：George Cary Comstock，1855年2月12日—1934年5月11日），美国天文学家暨教育家。

## 生平
1855年2月12日，他出生在威斯康星州的麦迪逊，是查尔斯·亨利·康斯托克和默西·布朗森夫妇最年长的孩子。1877年获得自密歇根大学博士学位，后继续攻读数学和天文学。在1879年到沃什伯恩天文台（Washburn Observatory）担任助理前，曾先后做过数年美国湖泊调查和密西西比河疏浚工作。为拓宽就业渠道，他利用闲暇时间学习法律，并在1883年从威斯康星大学法学院毕业后被威斯康星律师事务所录取，但他后来的一生并没有涉足法律职业。
1887年他被聘为俄亥俄州立大学数学和天文学教授，并接任了沃什伯恩天文台管理职位。1894年他与以斯帖·塞西尔·埃弗里特（Esther Cecile Everett）结婚，并生育了一个女儿——玛丽·塞西莉亚·康斯托克·凯里（ Mary Cecelia Comstock Carey）。1897年，他协助组建了美国天文学会，曾先担任过学会秘书和副主席，1899年他被选入美国国家科学院。1904年他被任命为威斯康星大学研究生院首任主席，后来任学院院长。他在这一职位上一直工作止1920年，后于1922年作为天文学荣誉教授退休，1925年出任美国天文学学会主席。
他一生曾撰写过数本教科书，并在科学期刊上发表过一系列的文章。月球背面的康斯托克环形山就是以他的名字命名，他的弟弟路易是纽约产权保险公司董事会主席。